# Margarida Fort i Mollar
Margarida Fort i Mollar (Oviedo, 23 de juliol del 1915 – Barcelona, 23 de maig del 2000) va ser una teixidora i política catalana. El 1930 es va fer membre de la Unió Excursionista de Catalunya, de Josep Maria Batista i Roca, i de Palestra. L'any següent va entrar a les JEREC i a Esquerra Republicana de Catalunya, on es va fer càrrec del grup de noies del casal de Gràcia de Barcelona. Després de l'alçament militar del 1936 va entrar a la Unió de Dones de Catalunya. El 1939 la van empresonar per rebel·lió militar. Va quedar en llibertat provisional al cap de dos anys i va ser desterrada a Burgos on va tornar a ser detinguda i destinada a la presó de Madrid, d'on va sortir el 1947. Durant els anys setanta va participar en l'Assemblea de Catalunya i va ser presidenta de la Federació de Barcelona d'Esquerra Republicana.